# Konstantin Ernst Thilo von Kaweczynski
Konstantin Ernst Thilo von Kaweczynski (* 9. September 1821 in Minden; † 14. März 1898 in Bonn) war ein königlich preußischer Generalmajor und zuletzt Kommandeur des 80. Infanterieregiments.

## Herkunft
Seine Eltern waren Johann Karl von Kaweczynski (* 25. Juni 1788; † 6. Januar 1852) und dessen Ehefrau Charlotte Luise von Westernhagen (* 13. Juni 1792; † 31. März 1873). Sein Vater war preußischer Oberstleutnant a. D. und zuletzt Bataillonskommandeur im 15. Infanterieregiment. Sein Bruder Friedrich Wilhelm fiel am 4. Juli 1866 als Hauptmann bei Wiesenthal.

## Leben
Er erhielt seine Schulbildung auf dem Gymnasium in Minden. Er ging am 1. Mai 1839 in das 15. Infanterieregiment. Dort wurde er am 28. September 1839 zum Portepeefähnrich ernannt. Am 24. Oktober 1831 wurde er überzähliger Seconde-Lieutenant und am 24. Oktober 1842 in den Etat des Regiments übernommen. Im Jahr 1849 nahm er am Ersten schleswigschen Krieg teil und kämpfte bei Dansmühle, Veile und Aarhus. Anschließend war er vom 10. November 1850 bis zum 1. März 1851 in das I. Bataillon des 4. Garde-Landwehrregiment nach Königsberg in Preußen abkommandiert. Ab dem 5. Januar 1852 war er in das 7. kombinierte Reserve-Bataillon abkommandiert, am 22. Juni 1852 wurde er dort zum Premier-Lieutenant befördert. Am 1. Oktober 1852 kam er dann in das 15. Landwehr-Regiment, wo er als Kompanieführer in das I. Bataillon kam. Er stieg am 10. März 1857 zum Hauptmann auf und kam am 15. November 1857 als Kompaniechef in das 15. Infanterieregiment zurück.
Während des Deutsch-Dänischen Krieges kämpfte er im Gefecht bei Missunde und Rackbüll, ferner nahm er am Sturm auf die Düppeler Schanzen teil und wurde dann beim Übergang nach Alsen schwer verwundet. Dafür erhielt er am 29. Juni 1864 den Roten Adlerorden 4. Klasse mit Schwertern. Nach dem Krieg wurde er am 9. Dezember 1865 zum Major und etatsmäßigen Stabsoffizier im Regiment ernannt. Am 12. April 1866 kam er dann als Kommandeur in das I. Bataillon des 15. Infanterieregiments. Während des Deutschen Krieges befand er sich bei der Mainarmee. Er kämpfte bei Zella und Wiesenthal, Kissingen, Laufach, Aschaffenburg, Tauberbischofsheim und Gerchsheim sowie der Beschießung von Würzburg. Dafür erhielt er am 20. September 1866 den Kronen-Orden 3. Klasse mit Schwertern, am 30. Oktober 1866 wurde er dann als Kommandeur in das Füsilierbataillon des 15. Infanterieregiments versetzt. Am 18. Juni 1869 wurde er dann Oberstleutnant.
Während des Deutsch-Französischen Krieges wurde er in die Schlacht bei Colombey schwer verwundet, was zum Verlust seines linken Zeigefingers führte. Er kämpfte wieder bei der Belagerung von Metz und dem Gefecht von Ars-Laquenexy. Dafür erhielt er am 7. September 1870 das Eiserne Kreuz 2. Klasse.
Nach dem Krieg wurde er am 20. Juni 1871 als Kommandeur in das 80. Infanterieregiment versetzt und dort am 18. August 1871 zum Oberst befördert. Am 18. Januar 1875 erhielt er den Roten Adlerorden 3. Klasse mit Schwertern. Aber am 11. Januar 1876 bekam er den Charakter als Generalmajor und erhielt seinen Abschied mit Pension. Aber am 20. April 1878 wurde er dann mit Pension zur Disposition gestellt. Er starb am 14. März 1898 in Bonn.

## Familie
Kaweczynski heiratete am 11. März 1858 in Hamburg Agathe Henriette Söhle (* 2. September 1838; † 7. Juni 1921). Das Paar war kinderlos, adoptierte dann seinen Neffen: Konstantin Thilo Otto Max Karl (* 28. Januar 1866).